# کاواساکی، میاگی
کاواساکی، میاگی (به لاتین: Kawasaki, Miyagi) یک منطقهٔ مسکونی در ژاپن است که در استان میاگی واقع شده است. کاواساکی ۵۳٫۹۸ کیلومترمربع مساحت و ۹٬۳۱۵ نفر جمعیت دارد.